# David Andersen
David Emil Andersen (Melbourne, Victoria, 23 de junio de 1980) es un exbaloncestista australiano, profesional durante 23 temporadas. Mide 2,12 metros de altura y jugaba en la posición de pívot. Ha ganado en tres ocasiones la Euroliga, con dos equipos diferentes. Auténtico trotamundo del baloncesto, ha llegado a jugar en 8 países distintos: su país Australia, Italia, Rusia, España, Estados Unidos, Canadá, Turquía y Francia.

## Trayectoria deportiva

### Primeros años
Se inició en el baloncesto en el Instituto Australiano de Deportes (AIS), tras lo cual firmó su primer contrato profesional en la temporada 1998-99 con el Wollongong Hawks de la Liga NBL australiana.

### Europa
En 1999 decide trasladarse a la liga italiana, fichando por el Virtus Bologna, equipo con el que ganó en 2001 su primera Euroliga, haciéndose al año siguiente con el título de liga. Fue elegido en el puesto 37 de la segunda ronda del Draft de la NBA de 2002 por Atlanta Hawks, pero prefirió seguir jugando en Italia. En sus cuatro temporadas en Bolonia promedió 7,9 puntos y 4,8 rebotes por partido.
En 2003 ficha por el Montepaschi Siena, con quienes en su única temporada allí ganó de nuevo el título de la liga italiana. En 2004 ficha por el CSKA Moscú, donde jugó durante cuatro temporadas, en las que ganó dos Euroligas (2006 y 2008), además de 4 Superligas Rusas y 3 torneos de copa. En su última temporada en Moscú promedió 13,7 puntos y 6,7 rebotes por partido.
En junio de 2008 firmó contrato por tres temporadas con el Regal Barcelona.

### NBA
Andersen fue seleccionado por Atlanta Hawks en la 37.ª posición del Draft de la NBA de 2002. El 14 de julio de 2009, los Hawks traspasaron sus derechos a Houston Rockets por 2 millones de dólares y una futura segunda ronda de Draft. Andersen firmó un contrato de 3 años y 7.5 millones.
Después de firmar 5'8 puntos y 3'3 rebotes en su temporada de debut con los Rockets, a finales de julio de 2010 se confirmó su traspaso a los Toronto Raptors a cambio de una segunda ronda del Draft 2015.
El 20 de noviembre de 2010, Andersen fue traspasado a New Orleans Hornets junto con Marcus Banks y Jarrett Jack a cambio de Peja Stojakovic y Jerryd Bayless.

### Regreso a Europa
En 2011 ficha por el Montepaschi Siena, equipo en el que ya militó en la temporada 2003-04. Uno de los postes más respetados del Viejo Continente, en el verano de 2009, y tras ganar la ACB con el Regal FC Barcelona, cruzó el Atlántico para comenzar una aventura NBA con sabor agridulce. Pocas oportunidades ha tenido en la mejor liga del mundo para demostrar su valía en estas dos pasadas campañas (Rockets, Raptors y Hornets).

## Estadísticas de su carrera en la NBA

### Temporada regular
| Año     | Equipo      | PJ  | PT | MPP  | %TC  | %3P  | %TL   | RPP | APP | ROB | TPP | PPP |
| ------- | ----------- | --- | -- | ---- | ---- | ---- | ----- | --- | --- | --- | --- | --- |
| 2009-10 | Houston     | 63  | 0  | 14.1 | .432 | .346 | .687  | 3.3 | .7  | .2  | .2  | 5.8 |
| 2010-11 | Toronto     | 11  | 0  | 13.6 | .489 | .300 | 1.000 | 3.1 | .6  | .3  | .3  | 5.1 |
| 2010-11 | New Orleans | 29  | 0  | 7.7  | .446 | .385 | .467  | 1.7 | .2  | .1  | .2  | 2.7 |
| Total   | Total       | 103 | 0  | 12.3 | .440 | .347 | .674  | 2.8 | .6  | .2  | .2  | 4.9 |

## Palmarés
- Euroliga: 3

Virtus Bologna: 2001
CSKA Moscú: 2006, 2008
- LEGA: 2

Virtus Bologna: 2001
Mens Sana Siena: 2004, 2012
- Copa Italia: 3

Virtus Bologna: 2001, 2002
Mens Sana Siena: 2012
- Supercopa: 1

Mens Sana Siena: 2011/2012
- Liga de Rusia: 4

CSKA Moscú: 2005, 2006, 2007, 2008
- Copa de Rusia: 3

CSKA Moscú: 2005, 2006, 2007
- VTB United League: 1

CSKA Moscú: 2008
- ACB: 1

FC Barcelona: 2009
- Pro A: 1

ASVEL: 2016